# Webb City (Oklahoma)
Pour les articles homonymes, voir Webb City et Webb.
Webb City est une ville du comté d'Osage, dans l'État d'Oklahoma, aux États-Unis,. En 2010, elle compte une population de 62 habitants.

## Démographie
Lors du recensement de 2010, la ville comptait une population de 62 habitants, tandis qu'en 2019, elle est estimée à 61 habitants.